# Valarties
Valarties és una vall d'origen glacial situada al vessant nord del Pirineu axial, amb una clara orientació nord-sud. Es troba al sud de la Vall d'Aran, al municipi de Naut Aran. El riu de Valarties neix de la confluència de diversos rius i torrents de la capçalera de la vall i desaigua en el riu Garona a la població d'Arties, ubicada al peus de la vall. La meitat superior de la vall, des del Pont de Ressèc fins a l'extrem sud, forma part de la zona perifèrica del Parc Nacional d'Aigüestortes i Estany de Sant Maurici. Tot el vessant occidental de la vall pertany a la xarxa Natura 2000 per incloure hàbitats i espècies d'interès comunitari.

## Geografia

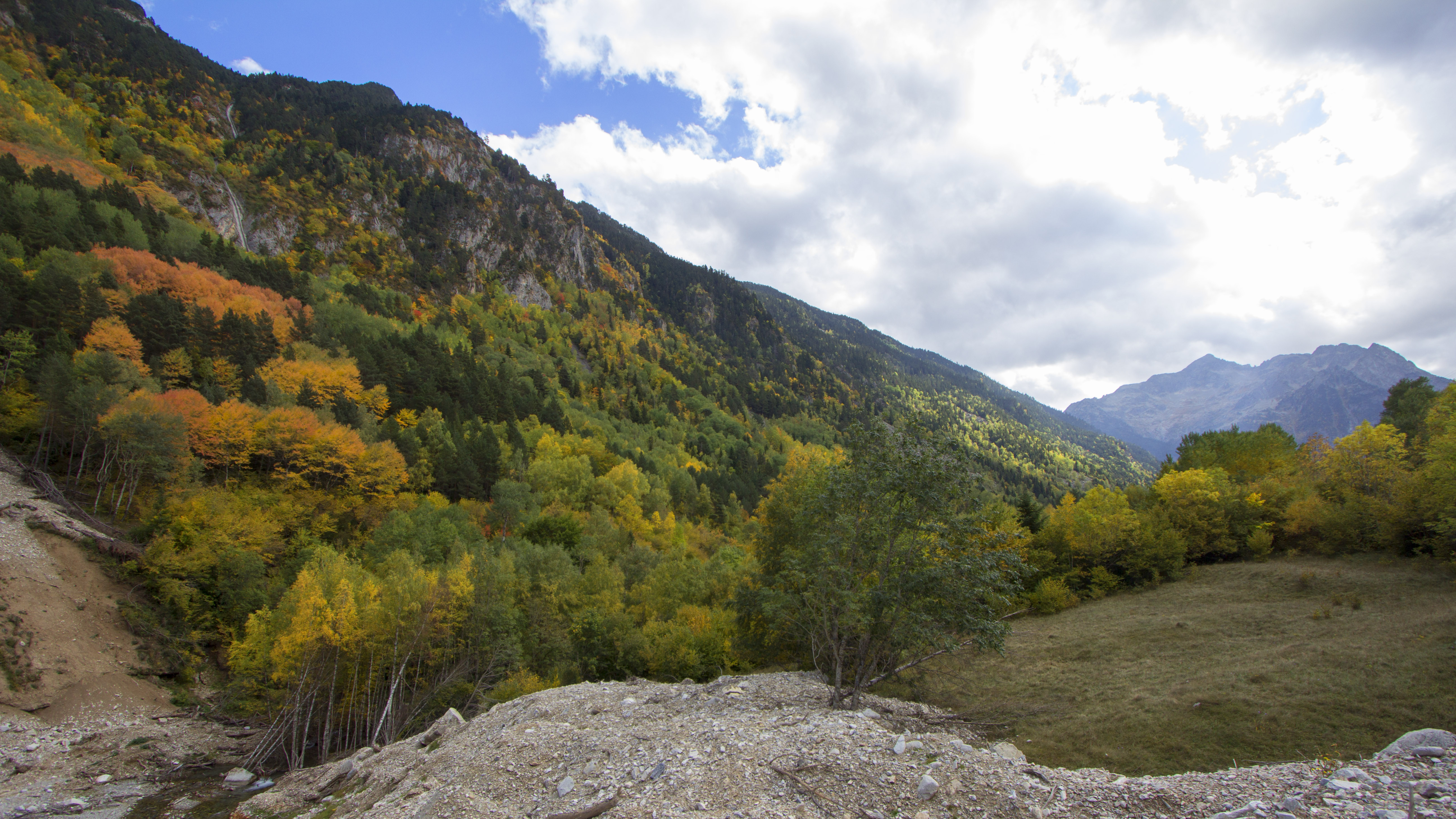
Vessant oriental de Valarties amb el cim del Montardo al fons (imatge amb anotacions)

Valarties és una vall estreta que té la base al marge esquerra de la Garona i puja en direcció sud cap una ampla capçalera que forma part del Pirineu axial. La capçalera està formada per circs glacials de diferents mides. Els límits de Valarties són constituïts pels següents accidents orogràfics: 
Límit septentrional (N)
La vall resta oberta a nord, on està ubicada la població d'Arties.
Límit oriental (E)
A l'est Valarties està dominada pel vessant de la serra de Mont-romies, coronada per la planúria d'Era Seuva. El Ticò Blanc (2.162 metres d'altitud) és el punt més alt. Després continua fins al Coret de Pruedo (1.970 metres) i el Tuc de Salana (2,485 metres), ja sobre els estanys de Montcasau. Diversos torrents (els d'aquesta vessant anomenats Comes) desaigüen al riu de Valarties, entre els quals destaquen la Coma dera Abelha i el Coma dera Quilha.
Capçalera de la vall (S)
La capçalera de la vall de Valarties està composta per un conjunt de circs i conques d'origen glacial, cadascun dels quals és origen d'un riu o torrent que acaba desaiguant al riu de Valarties.
Les conques que es troben d'est a oest són els següents:
- Estanys de Ribereta. El riu de Ribereta neix en aquests estanys. És un afluent del riu Rencules.
- Estany de Montcasau. La sortida natural d'aigua de l'estanh de Montcasau és el riu Loseron que desaigua i és tributari del riu Rencules.
- Circ del Montardo. Del Lac de Sasloses neix el riu de Rencules, afluent del riu de Valarties.
- Obaga del Montardo. De l'Ombrer deth Montardo neix el riu Barranc d'Aigües Hondes, que desaigua en el riu Ribèra de Rius.
- Circ de Restanca. En l'estany de la Restanca s'origina el riu de Restanca que desaigua al riu Ribèra de Rius.
- Circ de Tòrt. La seva conca abasteix per una canonada el Lac de Mar, i aquest l'estany de la Restanca.
- Vall de Rius. El Lac de Rius, situat a la capçalera de la vall, és el naixement del riu Ribèra de Rius, el qual desaigua al riu Valarties.

Límit Occidental (O)
Valarties està dominada per l'oest pel vessant d'una alta carena. El massís del Pujoalbo (2.504 metres) enllaça la Sèrra de Rius amb la carena que limita la vall per l'oest. Els cims més prominents de la carena són el Pujoalbo (2.504 metres), el Coriedo (2,446 metres), el Roquetes Blanques (2.105 metres) i el Malh des Vivèrs (2.154 metres). Pel vessant hi ha nombrosos torrents, entre els quals destaquen el Barranc dera Aubeta i el Barranc de Coriedo, desaigüen en el riu de Valarties.
Formació del riu Valarties

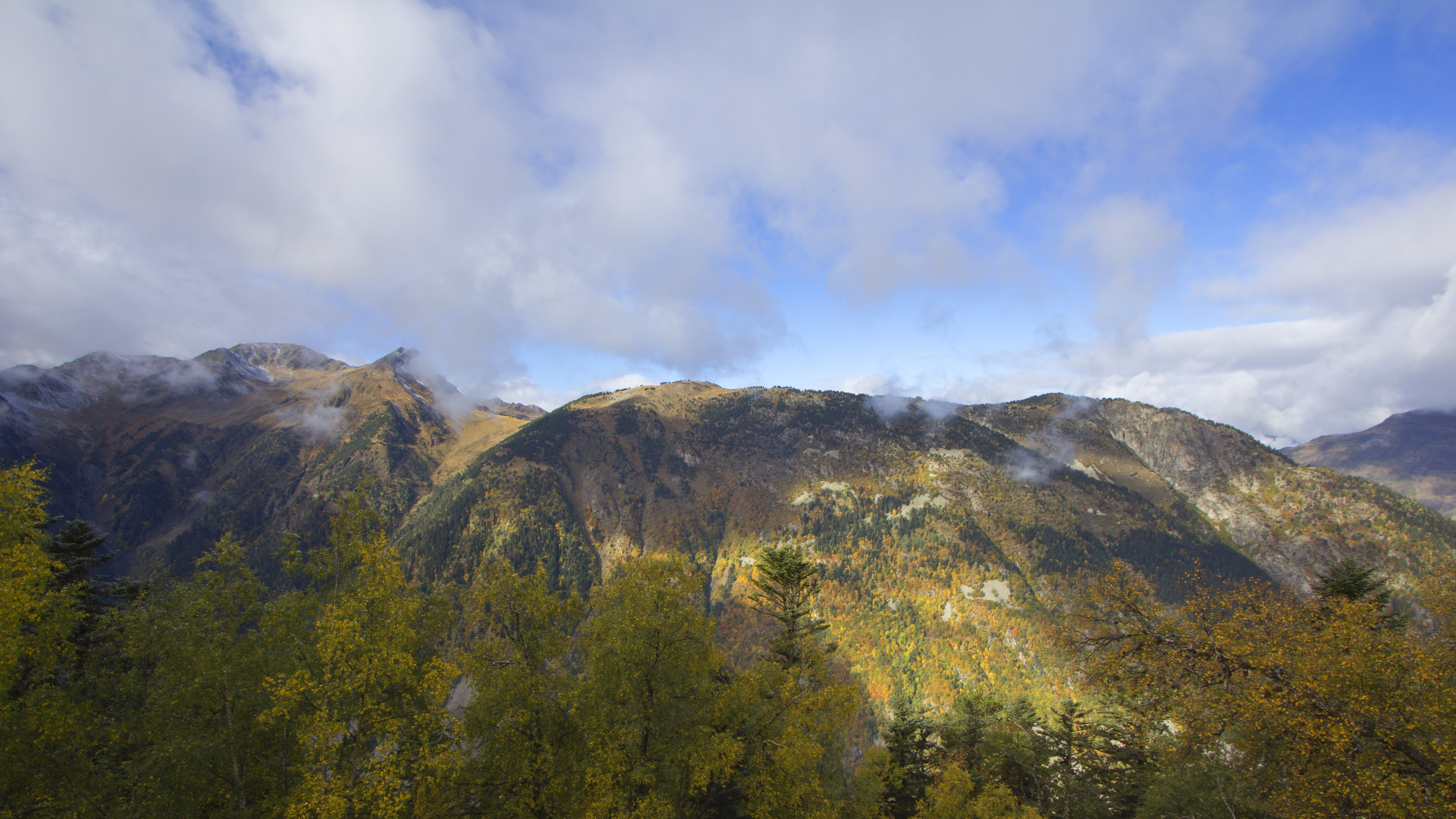
Vessant occidental de Valarties (imatge amb anotacions)

Els rius Rencules i Ribèra de Rius són els més importants que neixen en els circs de capçalera, i s'uneixen a Es Planheres per formar el riu de Valarties. Uns metres abans s'uneix per l'esquerra el barranc (torrent) dera Aubeta, provinent de les Pales de Pujoalbo.

## Vegetació
A l'estatge montà hi són predominants les avetoses (Abies alba) amb una important presència de avellanoses (Corylus avellana) i bedollars (Betula pendula, B. alba). També hi és present el salze dafnoide (Salix daphnoides).
A l'estatge subalpí hi ha extenses pinedes de pi negre (Pinus uncinata) esquitxades d'alguns exemplars de moixera de guilla (Sorbus aucuparia). Al fons de la vall hi ha prats de dall mentre que als vessants i les zones culminants s'hi troben alguns prats de pastura, de petita extensió.

## Infraestructures
A Valarties la Sociedad Productora de Fuerzas Motrices construí diverses obres de subministrament d'aigua per a la Central d'Arties: 
- El Salt d'Arties, incloent la cambra de càrrega i les canonades que l'abasteixen d'aigua. El salt es troba al límit nord de la serra de Mont-romies, al Bòsc dera Sèuva. Està ubicat a 1.963,8 metres d'alçada, i s'hi accedeix per un sender que bordeja la vall de Valarties en sentit nord-sud i sota de la qual hi ha la canonada d'alimentació precedent de Montcasau. La cambra de càrrega del Salt d'Aiguamoix es troba també al Bòsc dera Sèuva, però a una altitud menor (1.493,40 metres) i més avançada cap a la Garona, ja fora dels límits estrictes de la vall.
- Presa del Ressèc. Ubicada a una altura de 1.558 metres a la part mitja del riu Valarties, deriva aigua del riu a una canonada soterrada de 5 quilòmetres de longitud que envia l'aigua al Salt d'Aiguamoix.[5]

A la població d'Arties s'inicia una carretera asfaltada que ressegueix el fons de la vall. A partir del Plan de Nera la carretera es converteix en una pista de muntanya sense asfaltar, i ascendeix cap a la Coma des Estrets per anar Coret de Pruedo buscant un franqueig cap a la vall d'Aiguamòg.
La vall presente algunes explotacions a cel obert amb un notable efecte visual:
- Al vessant dret de la vall, just després del pont de Valarties i a una altitud de 1.182 metres, hi ha una planta de tractament d'àrids.[6]
- Al vessant esquerre de la vall, a l'altitud de 1.251,4 metres, hi ha una cantera d'extracció d'àrids.

Al vessant esquerre de la vall, a l'altitud de 1.323,2 metres, hi ha un gran establiment de restauració i hotel, conegut com a Casa Irene, que començà el 1974 com un petit restaurant